# Otis Amey
Fred Otis Amey (född 4 december, 1981 i Union City, Kalifornien) är en amerikansk fotbollsspelare. Han spelar som wide receiver i Austin Wranglers. Han gick på universitet Sacramento State University och spelade år 2005 för San Francisco 49ers.